# Anders Slotte
Anders Martin Slotte, född 22 juli 1966 i Helsingfors, är en finländsk skådespelare. 

## Biografi
Slotte gick i Teaterhögskolan i Helsingfors 1985–1989 och har frilansat sedan dess, bland annat vid Svenska Teatern och Viirus. Han hör till den grupp skådespelare som blivit populära inte minst bland yngre åskådare på grund av sin verbala komiska ådra och sin förmåga att snabbt producera satir och ofta respektlös parodi i revy- och stand up-sammanhang. Till hans samarbetspartners har ofta hört André Wickström, Patrick Henriksen, Max Forsman och Stan Saanila. 
Slotte har varit aktiv både som textförfattare och skådespelare i bland annat Club Krapula och i revyer som Eftersvett på Svenska Teatern 2004. Tillsammans med Niklas Häggblom grundade han Teater Kennedy, som på repertoaren haft bland annat Anders Larssons underfundigt roliga pjäs Två män i ett tält, del ett 1994, med en uppföljning 2004. Slotte som Vingle och Niklas Häggblom som Erbarmar var under den absurda campingen hejdlöst roliga. Slotte regisserade också Niklas Häggblom i Kontrabasen 1993. 
Slotte regisserade vidare Svenska Teaterns pjäs för finska skolor, Sex procent, och Rosencrantz och Guildenstern är döda för Åbo Svenska Teater 1999. På Svenska Teatern var han sonen i Lars Noréns Bobby Fischer bor i Pasadena (1990), Phileas Fogg i Jorden runt på åttio dagar (1992) och berättaren i Berlin Alexandersplats på Viirus 2002.